# Friedrich Olbricht
Friedrich Olbricht, född 4 oktober 1888 i Leisnig i Sachsen i nuvarande Tyskland, död 21 juli 1944 (avrättad) i Berlin, var en tysk general och en av de sammansvurna som deltog i 20 juli-attentatet mot Adolf Hitler. När attentatet misslyckades, tillfångatogs Friedrich Olbricht och ett stort antal andra officerare. Tillsammans med  Claus Schenk von Stauffenberg, Albrecht Mertz von Quirnheim och Werner von Haeften avrättades han natten till den 21 juli av en exekutionspluton på innergården av Bendlerblock, det kvarter där bland annat Oberkommando des Heeres var inhyst.

## Populärkultur
I filmen Valkyria från 2008 spelas Friedrich Olbricht av Bill Nighy.